# Контактные языки на французской основе
Контактные языки на французской основе — пиджины, креольские, смешанные и упрощённые языки, возникшие в разных частях света на основе французского языка в качестве основного лексификатора. В основном такие языки начали возникать в XVII веке на основе французского койне, распространённого в Париже, атлантических портах Франции и французских колониях. Потомками этого койне являются некреолизованные диалекты Канады (в основном в Квебеке), Луизианы (наряду с луизианским креольским языком), Сен-Бартельми (подветренная часть острова) и в некоторых других районах Америки.

## Классификация
Америка
- Разновидности с показателем прогрессива ape[2]:
  - Гаитянский креольский язык (kreyol ayisyen, créole haïtien) — Гаити, 10 млн чел.
  - Луизианский креольский язык (Kréyol La Lwizyàn, créole louisianais) — штат Луизиана (США), близок гаитянскому креолу, возможно происходит от него
- Разновидности с показателем прогрессива ka[3]:
  - Антильский франко-креольский язык (Kreyol, Kwéyòl, Patwa, Antillean Creole) — совокупность нескольких разновидностей, распространенных на Малых Антильских островах, ок. 1,2 млн говорящих:
    - гваделупско-мартиникское наречие (créole guadeloupéen-martiniquais) — Гваделупа, Мартиника, Сен-Бартельми (наветренная часть острова)
    - доминикско-сентлюсийское наречие (créole dominicain-sainte-lucien) — Доминика, Сент-Люсия, Гренада, Сент-Винсент, Тобаго
      - сан-мигельский диалект (San Miguel Creole French) — 3 чел. в Панаме, потомки переселенцев с Сент-Люсии XIX века

  - Гвианский креольский язык (Guyanais, Patwa, créole guyanais, French Guiana Creole, French Guianese Creole) — Французская Гвиана, близок антильскому креолу; около 50 тыс.
    - амапанское наречие (Amapá Creole, Karipuna do Amapá, Karipúna do Uaçá, Lanc-Patuá) — несколько очень близких диалектов, распространенных среди четырёх индейских племен на крайнем севере Бразилии на границе с Французской Гвианой (север муниципалитета Ояпоки штата Амапа).

Индийский океан
- Маскаренский креольский язык (бурбонский; créole bourbonnais, créole mascarin, Bourbonnais Creole) — острова Индийского океана; современные или бывшие французские колонии; возможно два языка; показатель прогрессива — ape[4]
  - Реюньонское наречие (рейоне; Kréol Réyoné, créole réunionnais, Réunion Creole) — Реюньон, 600 тыс. чел.
  - Маврикийско-сейшельское наречие — условное название, объединяющее все остальные креолы Индийского океана кроме реюньонского, около 720 тыс. говорящих.
    - маврикийский диалект (морисьен; Morisyen, créole mauricien, Mauritian Creole) — лингва-франка Маврикия; 604 тыс.
    - родригесский диалект (créole rodriguais, Rodriguan Creole) — остров Родригес; 40 тыс.
    - агалегский диалект (créole agaléen, Agalega Creole) — острова Агалега (между Маврикием и Сейшелами); около 300 чел.
    - чагосский диалект (илуа; Kreol Ilois, chagossien, Chagossian Creole) — чагосцы, ранее на островах Чагос, ныне на Маврикие и Сейшелах; около 3 тыс.
    - сейшельский диалект (сеселва; Seselwa, créole seychellois, Seychellois Creole) — один из трёх официальных языков Сейшельских островов; 73 тыс.

Индокитай
- Тай-бой (Tây Bồi, Tay Boi) — упрощённый французский, на котором говорили вьетские слуги во французских домах, около 1 тыс. в середине 20 века, к настоящему времени исчез (живые носители прекратили его употребление после победы коммунистов в странах Индокитая).

Тихий океан
- Тайо (Tayo, patois de Saint-Louis, Caldoche) — язык одной деревни Сен-Луи на острове Новая Каледония